# Campeonato Argentino M19 2012
El Campeonato Argentino de Menores de 19 años de 2012 fue un torneo para los seleccionados M19 de las uniones regionales afiliadas a la Unión Argentina de Rugby que compitieron en la Zona Campeonato del Campeonato Argentino M18 de 2012. El torneo se llevó a cabo entre el 29 de septiembre y el 28 de octubre de 2012, disputando todos sus encuentros de forma preliminar a los de la categoría M18.
Durante esta temporada, la Unión Argentina de Rugby decidió organizar en una sede única los encuentros correspondientes a las instancias finales: semifinales, tercer puesto, final (M18 y M19) y final de ascenso (en M18). Siguiendo el modelo del Campeonato Argentino Súper 9, esto permitiría la optimización de los trabajos de desarrollo, aprendizaje y monitoreo por parte de la UAR. Las sedes elegidas fueron las instalaciones del Urú Curé Rugby Club en Río Cuarto, Provincia de Córdoba.
La Unión de Rugby de Tucumán se quedó con el campeonato de forma invicta, venciendo en semifinales al campeón defensor, la Unión de Rugby de Buenos Aires, y en la final a los anfitriones, la Unión Cordobesa de Rugby. Santiago Rez Masud anotó ocho puntos para la Naranjita en la final, que además contó con jugadores como Lucas Noguera Paz y Santiago Iglesias, entre otros.

## Equipos participantes
Participaron del torneo las selecciones de las uniones provinciales clasificadas a la Zona Campeonato del Campeonato Argentino M18 2012.
| División                  | Equipo       | Unión                          |
| ------------------------- | ------------ | ------------------------------ |
| Zona Campeonato 8 equipos | Buenos Aires | Unión de Rugby de Buenos Aires |
| Zona Campeonato 8 equipos | Córdoba      | Unión Cordobesa de Rugby       |
| Zona Campeonato 8 equipos | Cuyo         | Unión de Rugby de Cuyo         |
| Zona Campeonato 8 equipos | Entre Ríos   | Unión Entrerriana de Rugby     |
| Zona Campeonato 8 equipos | Rosario      | Unión de Rugby de Rosario      |
| Zona Campeonato 8 equipos | Santa Fe     | Unión Santafesina de Rugby     |
| Zona Campeonato 8 equipos | Sur          | Unión de Rugby del Sur         |
| Zona Campeonato 8 equipos | Tucumán      | Unión de Rugby de Tucumán      |

## Zona 1
| Pos. | Equipos  | Partidos | Partidos | Partidos | Tantos | Tantos | Tantos | Pts. |
| Pos. | Equipos  | G        | E        | P        | PF     | PC     | DP     | Pts. |
| ---- | -------- | -------- | -------- | -------- | ------ | ------ | ------ | ---- |
| 1.°  | Tucumán  | 3        | 0        | 0        | 109    | 39     | +70    | 6    |
| 2.°  | Santa Fe | 2        | 0        | 1        | 48     | 60     | -12    | 4    |
| 3.°  | Cuyo     | 1        | 0        | 2        | 87     | 49     | +38    | 2    |
| 4.°  | Sur      | 0        | 0        | 3        | 30     | 126    | -96    | 0    |

|  | Clasifica a la fase final |

| 29 de septiembre | Tucumán | 56 - 11 | Sur | Tucumán Rugby Club, Tucumán      |                                  |
|                  |         | Reporte |     | Árbitro(s): Juan Gómez (Córdoba) | Árbitro(s): Juan Gómez (Córdoba) |

| 29 de septiembre | Cuyo | 17 - 20 | Santa Fe | Los Tordos RC, Guaymallén             |                                       |
|                  |      | Reporte |          | Árbitro(s): Victor Riera (Alto Valle) | Árbitro(s): Victor Riera (Alto Valle) |

| 6 de octubre | Tucumán | 22 - 13 | Cuyo | Tucumán Rugby Club, Tucumán          |                                      |
|              |         | Reporte |      | Árbitro(s): Sebastián Colman (Salta) | Árbitro(s): Sebastián Colman (Salta) |

| 6 de octubre | Sur | 12 - 13 | Santa Fe | Club El Nacional, Bahía Blanca           |                                          |
|              |     | Reporte |          | Árbitro(s): Sebastián Cárdenas (Austral) | Árbitro(s): Sebastián Cárdenas (Austral) |

| 13 de octubre | Santa Fe | 15 - 31 | Tucumán | CRAI, Santa Fe                     |                                    |
|               |          | Reporte |         | Árbitro(s): Carlos Poggi (Rosario) | Árbitro(s): Carlos Poggi (Rosario) |

| 13 de octubre | Cuyo | 57 - 7  | Sur | Los Tordos RC, Guaymallén        |                                  |
|               |      | Reporte |     | Árbitro(s): Juan Gómez (Córdoba) | Árbitro(s): Juan Gómez (Córdoba) |

## Zona 2
| Pos. | Equipos      | Partidos | Partidos | Partidos | Tantos | Tantos | Tantos | Pts. |
| Pos. | Equipos      | G        | E        | P        | PF     | PC     | DP     | Pts. |
| ---- | ------------ | -------- | -------- | -------- | ------ | ------ | ------ | ---- |
| 1.°  | Córdoba      | 2        | 1        | 0        | 102    | 30     | +72    | 5    |
| 2.°  | Buenos Aires | 2        | 0        | 1        | 92     | 31     | +61    | 4    |
| 3.°  | Rosario      | 1        | 1        | 1        | 69     | 68     | +1     | 3    |
| 4.°  | Entre Ríos   | 0        | 0        | 3        | 40     | 174    | -134   | 0    |

|  | Clasifica a la fase final |

| 29 de septiembre | Buenos Aires | 10 - 15 | Córdoba | La Plata Rugby Club, La Plata          |                                        |
|                  |              | Reporte |         | Árbitro(s): Ramiro García Gamero (Sur) | Árbitro(s): Ramiro García Gamero (Sur) |

| 29 de septiembre | Rosario | 43 - 30 | Entre Ríos | Gimnasia y Esgrima, Rosario      |                                  |
|                  |         | Reporte |            | Árbitro(s): Jason Mola (Córdoba) | Árbitro(s): Jason Mola (Córdoba) |

| 6 de octubre | Buenos Aires | 18 - 6  | Rosario | Club Newman, Benavídez                |                                       |
|              |              | Reporte |         | Árbitro(s): Federico Fioravanti (Sur) | Árbitro(s): Federico Fioravanti (Sur) |

| 6 de octubre | Córdoba | 67 - 0  | Entre Ríos | Córdoba Athletic Club, Córdoba  |                                 |
|              |         | Reporte |            | Árbitro(s): José Covassi (Cuyo) | Árbitro(s): José Covassi (Cuyo) |

| 13 de octubre | Entre Ríos | 10 - 64 | Buenos Aires | CA Estudiantes, Paraná               |                                      |
|               |            | Reporte |              | Árbitro(s): Sebastián Colman (Salta) | Árbitro(s): Sebastián Colman (Salta) |

| 13 de octubre | Rosario | 20 - 20 | Córdoba | Old Resian Club, Rosario              |                                       |
|               |         | Reporte |         | Árbitro(s): Federico Fioravanti (Sur) | Árbitro(s): Federico Fioravanti (Sur) |

## Fase final
|  | Semifinales   | Semifinales   | Semifinales   |         |         | Final         | Final         | Final         |  |
|  | 25 de octubre | 25 de octubre | 25 de octubre |         |         | 28 de octubre | 28 de octubre | 28 de octubre |  |
|  |               |               |               |         |         |               |               |               |  |
|  |               |               |               |         |         |               |               |               |  |
|  | Tucumán       | Tucumán       | 16            |         |         |               |               |               |  |
|  | Tucumán       | Tucumán       | 16            |         |         |               |               |               |  |
|  | Buenos Aires  | Buenos Aires  | 9             |         |         |               |               |               |  |
|  | Buenos Aires  | Buenos Aires  | 9             |         | Tucumán | Tucumán       | 16            |               |  |
|  |               |               |               |         | Tucumán | Tucumán       | 16            |               |  |
|  |               |               | Córdoba       | Córdoba | 10      |               |               |               |  |
|  | Córdoba       | Córdoba       | Córdoba       | Córdoba | 10      | 38            |               |               |  |
|  | Córdoba       | Córdoba       |               |         |         | 38            |               |               |  |
|  | Santa Fe      | Santa Fe      | 5             |         |         | Tercer lugar  | Tercer lugar  | Tercer lugar  |  |
|  | Santa Fe      | Santa Fe      | 5             |         |         | Tercer lugar  | Tercer lugar  | Tercer lugar  |  |
|  |               |               |               |         |         |               |               |               |  |
|  |               |               |               |         |         | Buenos Aires  | Buenos Aires  | 22            |  |
|  |               |               |               |         |         | Buenos Aires  | Buenos Aires  | 22            |  |
|  |               |               |               |         |         | Santa Fe      | Santa Fe      | 9             |  |
|  |               |               |               |         |         | Santa Fe      | Santa Fe      | 9             |  |
|  |               |               |               |         |         |               |               |               |  |

### Semifinales
| 25 de octubre | Tucumán | 16 - 9  | Buenos Aires | Urú Curé Rugby Club, Río Cuarto |  |
|               |         | Reporte |              |                                 |  |

| 25 de octubre | Córdoba | 38 - 5  | Santa Fe | Urú Curé Rugby Club, Río Cuarto |  |
|               |         | Reporte |          |                                 |  |

### Tercer puesto
| 28 de octubre | Buenos Aires | 22 - 9  | Santa Fe | Urú Curé Rugby Club, Río Cuarto |  |
|               |              | Reporte |          |                                 |  |

### Final
| 28 de octubre | Tucumán | 16 - 10 | Córdoba | Urú Curé Rugby Club, Río Cuarto |  |
|               |         | Reporte |         |                                 |  |

| Bandera de la Provincia de Tucumán |
| Tucumán Campeón                    |